# Scarabaeus aeratus
Scarabaeus aeratus är en skalbaggsart som beskrevs av Gerstaecker 1871. Scarabaeus aeratus ingår i släktet Scarabaeus och familjen bladhorningar. Inga underarter finns listade i Catalogue of Life.